# Семейское
Семе́йское — деревня в Нежновском сельском поселении Кингисеппского района Ленинградской области.

## История
На карте Санкт-Петербургской губернии Ф. Ф. Шуберта 1834 года обозначена деревня Семейская состоящая из 33 крестьянских дворов.

СЕМЕЙСКОЕ — деревня принадлежит наследникам господ Жуковых, число жителей по ревизии: 129 м. п., 113 ж. п. (1838 год)

В пояснительном тексте к этнографической карте Санкт-Петербургской губернии П. И. Кёппена 1849 года она записана как деревня Tatza (Семейско) и указано количество её жителей на 1848 год: ижоры — 121 м. п., 107 ж. п., всего 228 человек, которые относились к православному Копорскому Преображенскому приходу.
Деревня Семейская из 37 дворов упомянута на карте профессора С. С. Куторги 1852 года.

СЯМЕЙСКО — деревня наследников лейтенанта Жукова, 10 вёрст по почтовой, а остальное по просёлкам, число дворов — 39, число душ — 117 м. п. (1856 год)

СЕМЕЙСКОЕ — деревня, число жителей по X-ой ревизии 1857 года: 120 м. п., 123 ж. п., всего 243 чел.

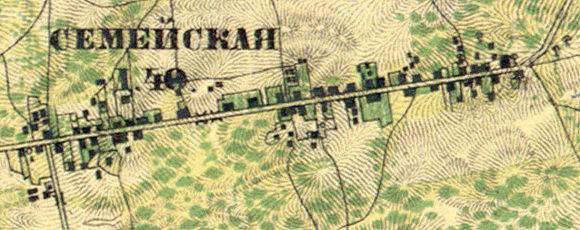
План деревни Семейское. 1860 год

Согласно «Топографической карте частей Санкт-Петербургской и Выборгской губерний» в 1860 году деревня называлась Семейская и состояла из 40 крестьянских дворов.

СЕМЕЙСКАЯ — деревня владельческая при колодцах, число дворов — 48, число жителей: 124 м. п., 128 ж. п. (1862 год)

СЕМЕЙСКОЕ — деревня, по земской переписи 1882 года: семей — 50, в них 135 м. п., 127 ж. п., всего 262 чел.

СЕМЕЙСКОЕ — деревня, число хозяйств по земской переписи 1899 года — 52, число жителей: 127 м. п., 122 ж. п., всего 249 чел.;
 разряд крестьян: бывшие владельческие; народность: русская — 68 чел., финская — 169 чел., смешанная — 12 чел.

В конце XIX — начале XX века деревня административно относилась к Стремленской волости 2-го стана Ямбургского уезда Санкт-Петербургской губернии.
С 1917 по 1927 год деревня называлась Семейско и входила в состав Семейского сельсовета Котельской волости Кингисеппского уезда.
Согласно данным переписи населения СССР 1926 года в деревне Семейско проживали 259 человек, все русские.
С 1927 года в составе Котельского района.
С 1928 года в составе Вассакарского сельсовета. В 1928 году население деревни Семейско также составляло 259 человек.
С 1931 года в составе Кингисеппского района.
По данным 1933 года в составе Вассакарского сельсовета Кингисеппского района находились три деревни Семейское: Верхнее, Нижнее и Среднее.

План деревни Семейское. 1938 год

Согласно топографической карте 1938 года деревня называлась Семейская и насчитывала 58 дворов, на восточной окраине деревни находилась школа.
Деревня была освобождена от немецко-фашистских оккупантов 30 января 1944 года.
С 1954 года в составе Павловского сельсовета.
С 1958 года в составе Нежновского сельсовета. В 1958 году население деревни Семейско составляло 118 человек.
По данным 1966, 1973 и 1990 годов деревня Семейское также входила в состав Нежновского сельсовета.
В 1997 году в деревне Семейское проживали 50 человек, в 2002 году — 47 человек (русские — 85 %), в 2007 году — 28.

## География
Деревня расположена в северо-восточной части района на автодороге 41К-018 (Копорье — Ручьи) в месте пересечения её автодорогой 41К-110 (Котлы — Урмизно).
Расстояние до административного центра поселения — 2 км.
Расстояние до ближайшей железнодорожной станции Котлы — 11,5 км.

## Демография
| 1862 | 2007 | 2010 | 2017 |
| ---- | ---- | ---- | ---- |
| 252  | ↘28  | ↗32  | ↘23  |

### Национальный состав
Согласно данным Всероссийской переписи населения 2021 года в деревне проживали 81 человек, из них:
 русские — 73, узбеки — 4, украинцы — 3, таджики — 1 человек.